# Решитка, Марчел Петру
Марчел Петру Решитка (рум. Marcel Reșitca; 4 ноября 1975) — молдавский футболист и тренер.

## Игровая карьера
Начинал играть в молдавских командах «МХМ-93» (Кишинёв), «Сперанца» (Ниспорены) и «Агро» (Кишинёв). Первой иностранной командой Марчела стала в 2000 году российская «Носта».
С 2002 по 2004 года играл на Украине. В клубе высшего дивизиона «Металлург» (Запорожье) выступал вместе со своими соотечественниками Алексеем Савиновым и Эдуардом Валуцой. После завершения сотрудничества все трое судились с украинской командой из-за невыполненных финансовых обязательств.
В 2006 году некоторое время провёл в азербайджанском «МКТ-Араз». Стал автором единственного гола в первом матче команды в первом раунде Кубка Интертото против ФК «Тирасполь».
С 2006 года играл в молдавских командах.

## Тренерская карьера
Завершил игровую карьеру в 2012 году в «Костуленах», где и перешёл на тренерскую работу.
После того как 10 марта 2014 году тренер «Костулен» Лилиан Попеску возглавил «Верис», Марчел Решитка был назначен исполняющим обязанности главного тренера ФК «Костулены». 14 марта Решитка, комментируя матч своей команды против «Мислами» (0:2), заявил, что это был его последний матч «у руля» «Костулень». Уже 19 марта было объявлено, что Марчел Решитка и его партнёр по тренерскому штабу Алексей Савинов покинули стан ФК «Костулены» и перебрались к Лилиану Попеску в столичный «Верис».